# Fleckenbachsee
Der Fleckenbachsee ist ein angestauter Mühlteich in den Ellwanger Bergen südlich des Weilers Ipshof der Gemeinde Frankenhardt im Landkreis Schwäbisch Hall im nordöstlichen Baden-Württemberg. An seinem Ufer liegt die Fleckenbachsägmühle, auch Fleckenbacher Sägmühle genannt.

## Geographie
Der Fleckenbachsee liegt in der Frankenhardter Teilortgemarkung Honhardt nahe dem Südrand des Gemeindegebietes auf etwa 486 m auf der waldreichen und wenig besiedelten Hochebene der nördlichen Ellwanger Berge, die naturräumlich gesehen ein Unterraum der Schwäbisch-Fränkische Waldberge sind. Nur etwa einen Kilometer nördlich fällt das Terrain an einer Schichtstufe steil zum Speltachgrund ab, der zum benachbarten Unterraum Burgberg-Vorhöhen und Speltachbucht gehört. Das gesamte Einzugsgebiet liegt im Kieselsandstein (Hassberge-Formation) des Mittelkeupers. Weniger als zweihundert Meter entfernt vom See liegt im Nordosten der Weiler Ipshof mit etwa einem Dutzend Hausnummern, im Süden dicht am Ufer der Wohnplatz Fleckenbacher Sägmühle mit dem Mühlanwesen am Damm, das schon im 14. Jahrhundert bestand, und einem nahen weiteren am niedrigen Hang über dem Westufer, das erst im 20. Jahrhundert erbaut wurde. Dem Südostrand des Sees entlang verläuft ein nichtöffentlicher Weg von Ipshof zur Fleckenbachsägmühle, der dort über den Damm führt und diesen kleinen Ort dann nordwestwärts ans Straßennetz anbindet.

## Beschreibung
Er wird von der obersten Blinden Rot durchflossen, die in alter danubischer Richtung ungefähr mit dem Schichtenfallen des Südwestdeutschen Stufenlandes und also mit recht mäßigem Gefälle nach Süden zum oberen Kocher zieht. Dieses insgesamt 28,5 km lange Flüsschen ist im See erst etwas über 3 km lang und nimmt darin von Nordwesten her den etwa 1,2 km langen Kohlbach auf, der den östlichen Teil des keine 200 m westlich des Seeufers beginnenden Waldgebietes Schäfer zum See her entwässert.
Diese beiden speisenden Gewässer verlaufen die letzten 200 m vor dem Zulauf parallel, dazwischen hat sich ein kleines Bruchwäldchen aus Erlen und Eschen gebildet, das näher am See in eine schilfrohrbestandene Verlandungszone übergeht; zwischen den beiden Zulaufbuchten schiebt sich eine kleine Landzunge in den See. Weiteren, aber unscheinbareren Zufluss erfährt er über eine weitere Schilfrohrfläche am Nordostrand aus dem im Osten direkt angrenzenden Waldgebiet Harbach. Das Einzugsgebiet umfasst etwa 2,6 km² und erreicht Höhen bis 518,7 m ü. NHN.

## Schutzgebiete
Der See und die ihn umgebende, zwischen den beiden großen Wäldern im Westen und Osten nur 200 bis 300 Meter breite offene Auenflur sind Teil des Landschaftsschutzgebietes Oberes Blinde-Rot-Tal. Der See zusammen mit den Einlaufbereichen ist auch als 4,1 ha großes flächenhaftes Naturdenkmal ausgewiesen, der direkt anschließende Bruchwald bachaufwärts als weiteres mit einer Fläche von 1,8 ha.

## Tourismus
Auf dem erwähnten Wirtschaftsweg am Südostufer führt der mit weißer Muschel auf blauem Grund markierte Fränkisch-Schwäbische Jakobsweg vom Burgberg Wanderer und Pilger über Frankenhardt-Mainkling zum landschaftlich reizvollen, ruhig gelegenen See und dann über Rosenberg weiter zum Hohenberg.

### LUBW
Amtliche Online-Gewässerkarte mit passendem Ausschnitt und den hier benutzten Layern: Fleckenbachsee und Umgebung

Allgemeiner Einstieg ohne Voreinstellungen und Layer: Daten- und Kartendienst der Landesanstalt für Umwelt Baden-Württemberg (LUBW) (Hinweise)
1. 1 2  Höhe nach schwarzer Beschriftung auf dem Hintergrundlayer Topographische Karte.
2. ↑  Seefläche nach dem Layer Stehende Gewässer.
3. 1 2 3  Länge abgemessen auf dem Hintergrundlayer Topographische Karte.
4. ↑  Einzugsgebiet abgemessen auf dem Hintergrundlayer Topographische Karte.
5. 1 2  Länge nach dem Layer Gewässernetz (AWGN).
6. ↑  Der Zufluss aus dem Harbach ist weder als Polygonzug auf dem Layer Gewässernetz (AWGN) noch auf dem Hintergrundlayer Topographische Karte eingezeichnet.
7. ↑  Schutzgebiete nach den einschlägigen Layern, Natur teilweise nach dem Layer Biotop.

### Andere Belege und Anmerkungen
1. ↑  Wolf-Dieter Sick: Geographische Landesaufnahme: Die naturräumlichen Einheiten auf Blatt 162 Rothenburg o. d. Tauber. Bundesanstalt für Landeskunde, Bad Godesberg 1962. → Online-Karte (PDF; 4,7 MB)
2. ↑  Geologie nach der unter → Literatur aufgeführten geologischen Karte. Einen gröberen Überblick verschafft auch: Mapserver des Landesamtes für Geologie, Rohstoffe und Bergbau (LGRB) (Hinweise)
3. ↑  Der amtliche Name des Siedlungsplatzes ist Fleckenbacher Sägmühle, örtlich ist die Bezeichnung Fleckenbachsägmühle gängiger.
4. ↑  Nach dem Abschnitt zur Parzelle Fleckenbacher Sägmühle im Kapitel zu Honhardt der Beschreibung des Oberamts Crailsheim von 1884, S. 317, wurde die damals hohenlohische Mühle mit See schon 1357 erwähnt.